# Euxoa mitis
Euxoa mitis là một loài bướm đêm trong họ Noctuidae.